# Cozad
Cozad is een plaats (city) in de Amerikaanse staat Nebraska, en valt bestuurlijk gezien onder Dawson County.

## Demografie
Bij de volkstelling in 2000 werd het aantal inwoners vastgesteld op 4163. In 2006 is het aantal inwoners door het United States Census Bureau geschat op 4284, een stijging van 121 (2,9%).

## Geografie
Volgens het United States Census Bureau beslaat de plaats een oppervlakte van 5,4 km², geheel bestaande uit land. Cozad ligt op ongeveer 758 m boven zeeniveau.

## Plaatsen in de nabije omgeving
De onderstaande figuur toont nabijgelegen plaatsen in een straal van 32 km rond Cozad.